# Radarstation Bornholm

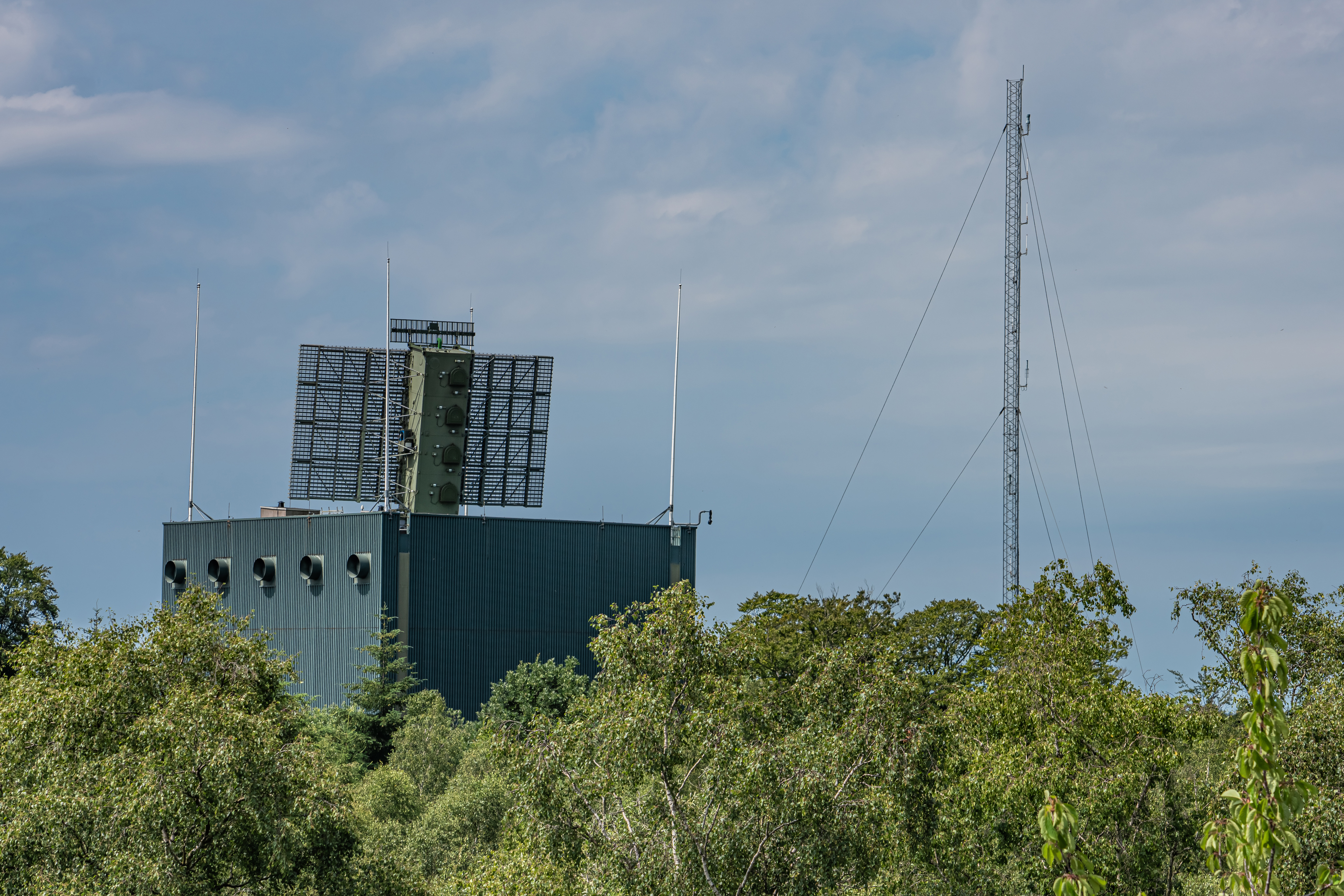
Blick auf die Radarstation Bornholm vom Aussichtsturm Kongemindet

Die Radarstation Bornholm (Flyradarstation Bornholm (FRS Bornholm) und Flyverdetachement Bornholm (FLD Bornholm)) wird von der Flyvevåbnet der Dänischen Streitkräfte auf der Ostseeinsel zur Luftraumüberwachung betrieben. Das Radar vom Typ S-723 ist ein 3D-Aufklärungsradarsystem mit einer Reichweite von 500 km.

## Geographie
Die Station liegt inmitten der Insel Bornholm, in einem Waldstück rund vier Kilometer nordöstlich des Ortes Vestermarie. Neben dem zentralen Radar der Marconi Anlage dienen weitere Antennenanlagen auf dem Gelände anderen Zwecken, wie der Funkaufklärung.

## Geschichte
Am 16. Mai 1955 wurde der Betrieb auf der Station aufgenommen. Zunächst wurde bis 1962 ein AN/FPS-8-Suchradar betrieben, gefolgt von der RV-377 bis 1986. Seit 1986 ist das S-723-System im Einsatz. Die Anlage war seit ihrer Inbetriebnahme ein wichtiger Teil der NATO Early Warning System. Sie wurde von Beginn an auch vom dänischen Auslandsnachrichtendienst Forsvaret genutzt.
Das RAPINT (Recognized Air Picture Intelligence) System auf der Anlage wird vom "Air Defence Center West" in Karup ferngesteuert. Dort befand sich auch bis 2002 das Allied Command Baltic Approaches (BALTAP), das Kommando der NATO für die Ostseezugänge. Ende 2001 wurde von der dänischen Militärführung beschlossen, den Standort auf Bornholm zu halten, da eine Fernsteuerung des Martello Radar sehr schwierig und extrem teuer ist.

## Marconi Anlage
Das Marconi-S-723-System arbeitet im D-Band (23 cm, 1–2 GHz) und kann so Bewegungen in großer Entfernung erfassen. Die Antenne des Systems ist ein sich mit sechs Umdrehungen pro Minute drehendes phased array System. Sie besteht aus 40 vertikal gestaffelten linearen Strahlergruppen. Jede Strahlergruppe wird durch ein eigenes transistorisiertes Sendermodul mit HF-Energie gespeist. Die Sendemodule wiederum werden durch eine zentrale Sendefrequenzerzeugung gespeist. Über Phasenschieber wird die vertikale Strahlrichtung definiert.
Jede Strahlergruppe besitzt einen zugehörigen Empfänger. Die Ausgänge der 40 Empfänger werden zu sechs parallel zu verarbeitenden Signalen zusammengefasst, die so eine Zuordnung zu sechs Höhenwinkelbereichen ermöglichen. Mit den sechs Höhenwinkelbereichen wird ein Cosecans²-Diagramm bis zu einem Winkel von maximal 20° möglich. Mittels eines weiteren Ausganges wird ein serielles Datenformat zur Verfügung gestellt, das für die Anzeige der Luftlage in entfernteren Kommandopunkten dient. Das System arbeitet mit einer Pulswiederholfrequenz von 255 Hz.